# Radio Zaracay
Zaracay FM es una emisora de radio que opera desde la ciudad de Santo Domingo de los Colorados, Ecuador, en el dial 100.5 en frecuencia modulada, que inició sus transmisiones como radio de onda corta en 1959.

## Trayectoria
La estación fue fundada por el locutor ambateño Hólger Velasteguí en la localidad de Santo Domingo de los Colorados, en ese entonces perteneciente al cantón Quito de la provincia de Pichincha, misma que experimentaría un crecimiento demográfico acelerado entre los años 50 y 70 debido a su ubicación geográfica de enlace entre las regiones Costa y Sierra y al boom bananero.
Bajo el nombre de Ecos del Occidente, las primeras emisiones de prueba arrancaron el 26 de septiembre de 1959, con un equipo de 10 vatios y un alcance de 90 metros de onda corta. En 1960 adopta el nombre definitivo de radio Zaracay (como homenaje al cacique tsáchila Joaquín Zaracay) y le fue otorgada la frecuencia de 3360 kilociclos en amplitud modulada. En 1981, la radio empieza a operar en el dial 100.5 de frecuencia modulada, estableciéndose así Zaracay AM (operativa hasta 1990) y Stéreo Zaracay FM.